# Història del sistema electoral espanyol
La història del sistema electoral espanyol es caracteritza per una expansió gradual del sufragi.

## Inicis
El primer sistema electoral va ser establit a Espanya amb la instrucció d'1 de gener de 1810, la primera llei electoral. La instrucció establia el mecanisme d'elecció per sufragi, desenvolupant el sistema polític de les Corts, establit amb el decret de 22 de maig de 1809. Les Corts representarien legalment la Monarquia espanyola. Aquest canvi polític va estar motivat per la Revolució Francesa amb el naixement de l'Estat liberal.
Establia que hi hagueren un diputat a les Corts per cada 50.000 habitants, haguent 208 en total. Aquests eren elegits per sufragi indirecte i censatari. Els electors eren elegits amb 1 per cada 200 homes, constituint Juntes de parròquia i els compromisaris d'aquestes juntes constituïen Juntes de Partit, que elegien Juntes de província i les Juntes de província elegia als diputats.

## Constitució de 1812
La Constitució espanyola de 1812 dissenyava un sistema electoral favorable als burgesos. Aquesta constitució establia que els electors i els elegibles foren solament burgesos. Per a ser diputat s'exigia una renda per a afavorir els interessos de la burgesia pel control polític. El mètode d'elecció era indirecte, elegint un diputat cada 70.000 habitants.
Ferran VII morí i amb la regència s'establí un Estat liberal que defenia el sufragi censatari. L'Estatut Reial de 10 d'abril de 1834 establia un sistema bicameral amb dos estaments, els pròcers i els procuradors del Regne. El procuradors eren elegibles de manera indirecta en dos graus (mitjançant Juntes de Partit i les Juntes Provincials) i amb sufragi censatari. Amb aquesta norma, el dret a vot s'expandia a 451 caps de patit en compte de 37 ciutats.
El Reial Decret de 20 de maig de 1834 establí una sufragi secret, igual, masculí, censatari i indirecte a les ciutats caps de partida (452 de 21.000 municipis). La circumscripció electoral era la província. Aquest sistema electoral fou debatut amb posicions a favor d'expandir el sufragi i altres a favor de restringir-lo més. El resultat fou el Reial Decret de 24 de maig de 1836, que amplià el sufragi a un 0,7% (respecte el 0,15% anterior). El motí de la granja va donar-li una breu existència a la nova llei, tornant al sistema electoral establit per la Constitució de 1812.

## Constitució de 1837
La Constitució espanyola de 1837 delegava l'establiment del sistema electoral a una llei ordinària amb la condició que els diputats foren elegits de manera directa (1 per cada 50.000 habitants) i els senadors de manera mixta. Els senadors eren designats pel rei entre els proposats en triple llista pels votants. Establia un sistema electoral restringit. La llei electoral que desenvolupava allò establit a la constitució fou la llei de juliol de 1837. El sufragi censatari es basava en la creença que "una bona situació econòmica pressuposa educació i intel·ligència". El nombre de senadors elegibles era 145. Deixava a les diputacions provincials la manera de dividir els districtes a la seua conveniència, cosa feta segons els interessos polítics.
Les eleccions realitzades el 1844 incomplien allò establit per la llei, tal com va denunciar la premsa progressista.

## Constitució de 1845
Amb l'arribada al poder dels moderats ocorreguda el 1845, s'establí la Constitució espanyola de 1845, i amb aquesta una reducció del cens electoral amb la llei electoral de 18 de març de 1846. Aquesta llei exigia una renda més elevada que l'anterior llei. Els progressistes reaccionaren en contra d'aquesta reducció, comptamt amb el suport d'artisans, comerciants i classes baixes. Un projecte de llei pretenia ampliar el cens però fracassà. Amb la intenció d'acontentar els progressistes, la llei d'O'Donell de 18 de juliol de 1865 ampliava el cens un poc més. La llei fou vigent fins al destronament d'Isabel II i durant la Restauració borbònica (1877-1878).
El règim del general Serrano establí el sufragi universal amb el decret de 9 de novembre de 1868. El vot era secret i directe i era practicable per homes majors de 25 anys. En la Primera República Espanyola, es va baixar l'edat mínima a 21 anys.

## Restauració borbònica
Amb la Restauració borbònica, les primeres elecciones foren realitzades amb sufragi universal. Amb la nova constitució, es delegà la regulació del sistema electoral a una llei. Aquesta llei foren dos, les quals restringien el sufragi: la llei de 8 de febrer de 1877 que establia l'elecció de 180 senadors i la llei de 28 de desembre de 1878 que establia el mateix que la llei d'D'Donell de 1865 amb modificacions.
Dels 180 senadors, 30 eren elegits per institucions i els altres 150 de manera indirecta per la Diputacions Provincials i els compromissaris nomenats pels ajuntaments i majors contribuents dels pobles.
Els diputats eren elegits amb una versió de la llei d'O'Donell que afavoria el vot conservador amb la facilitació als propietaris rurals. El 5,1% conformava el cens electoral.
La llei de 26 de juny de 1890 s'establí el sufragi universal masculí per als majors de 25 anys amb ple ús dels drets civils i que siguen veïns amb més de dos anys de residència. Fou posat en pràctica en les eleccions celebrades l'1 de febrer de 1891. Aquesta llei donava drets electorals a una població amb poca costum de participar en política i una alta taxa d'analfabetisme (70%), "que facilitava el falsejament electoral i la corrupció".
El sufragi universal dificultava la manipulació dels vots. Circumstància canviada per la llei de Maura de 8 d'agost de 1907 amb la creació de la figura del candidat, condició atorgada automàticament a qui havia sigut diputat. Els altres aspirants havien de ser proposats per altres membres de l'alta classe política o estar avalat per 500 electors del districte, cosa difícil. Si el candidat no tenia oponent al districte, era proclamat diputat automàticament. Aquesta llei provocà una endogàmia en la classe política.

## Sufragi femení
Com la incorporació de la dona al sufragi universal implicava dificultar la manipulació del vot, el PSOE va defendre des del 1918 el sufragi femení. El procediment electoral controlat pel govern durant la Dictadura de Primo de Rivera va permetre que les dones foren elegibles.
La Segona República Espanyola suposà canvis al sistema electoral:
- El decret de 29 d'abril de 1931 reduí l'edat mínima per a votar a 23 anys.
- El decret de 8 de maig de 1931 eliminà la figura del candidat i establí que les dones i els sacerdots foren elegibles.
- Les Corts constituïdes el 14 de juliol de 1931 van debatre el sufragi femení. Malgrat que tots els grups estaven a favor, una part dels partits d'esquerra estaven en contra de l'establiment immediat del sufragi femení perquè creien que les dones espanyoles requerien primer de rebre una educació. Es votà la Constitució de la República Espanyola, establint-se per majoria el sufragi femení.[21]

## Transició espanyola i la Constitució de 1978
Durant la Transició espanyola es va dissenyar el sistema electoral espanyol actual. Aquest disseny, segons diversos estudis empírics, va ser motivat per interessos partidistes que asseguraven la victòria de les elits governants (Unió de Centre Democràtic) en les eleccions de juny de 1977. El disseny d'aquest no fou negociat.
La primera regulació del sistema electoral estatal d'aquest període fou el Decret llei de 1977 que va tindre un contingut molt similar a l'establit en la Llei Orgànica de Règim Electoral General.
El biaix del sistema electoral beneficia als interessos rurals i/o conservadors sobre els urbanites i/o progressistes beneficiant els partits de dretes sobre els d'esquerres. Açò és un prorrateig.
La conseqüència és que "els dos partits més grans estan sobrerrepresentats al Congréso dels Diputats; els partits més xicotets amb bases de suport geogràficament disperses estan infrarrepresentades, mentre que els partits amb bases de suport concentrats geogràficament (amb els nacionalistes catalans i bascos) reben una representació més o menys proporcional".
Les eleccions a Espanya són de diversos tipus:
- Sistema electoral del Congrés dels Diputats[26]
- Sistema electoral del Senat d'Espanya
- Sistema electoral dels municipis[27]
- Sistemes electorals de les Assemblees de les Comunitats Autònomes[28]
- Sistema electoral de les diputacions provincials
- Sistema electoral dels cabildos insulars[29]
- Sistema electoral de les Juntes Generals d'Àlaba, Biscaia i Guipúscoa
- Sistema electoral del Parlament Europeu[30]

La característica de les eleccions espanyoles és perquè han de ser fetes per sufragi universal, igual, lliure, directe i secret per part de la ciutadania i han de ser per sufragi indirecte per part de regidors i els parlamentaris autonòmics per a elegir senadors.
El 2011, el Partit Popular i el PSOE, amb el suport del Partit Nacionalista Basc i Convergència i Unió, reformaren la Llei Orgànic de Règim General Electoral perquè el vot a l'estranger haguera de ser demanat. Aquesta reforma va suposar un descens de la participació dels espanyols a l'estranger: del 31,88% (2008) al 4,95% en les eleccions generals de 2011 -primeres amb vot demanat- i el 6,3% en les eleccions generals de 2016. En les eleccions generals de 2019 el 8,6% dels espanyols a l'estranger sol·licità el vot, que es traduí en un 71% en vots.